# Stern (magazine)
Pour les articles homonymes, voir Stern.
 (juin 2025).
Si vous disposez d'ouvrages ou d'articles de référence ou si vous connaissez des sites web de qualité traitant du thème abordé ici, merci de compléter l'article en donnant les références utiles à sa vérifiabilité et en les liant à la section « Notes et références ».
Stern (littéralement « Étoile ») est un magazine hebdomadaire allemand. Plus connu pour ses couvertures, ses photographies et sa recherche du scoop que pour ses textes.

## Historique
Stern est fondé par Henri Nannen en 1948.
Au début des années 1970, Stern soutient une campagne de l'Union des républiques socialistes soviétiques contre Alexandre Soljenitsyne, en réalisant une entrevue avec sa vieille tante dans le Caucase avec l'approbation du gouvernement soviétique et en publiant des informations trompeuses au sujet de sa vie passée. Quelques passages des mémoires de Soljenitsyne, qui ont été imprimées en Allemagne, où il faisait mention de ces propos, ne seront pas imprimés en raison d'une plainte déposée par Stern.
Depuis le 4 avril 1990, Stern produit l'émission télévisuelle hebdomadaire Stern-TV sur la chaine RTL.

## Controverse
En 1983, le magazine publie les carnets d'Adolf Hitler. Peu après, des analyses scientifiques montrent que celui-ci est un faux, poussant ainsi une partie de la rédaction à la démission. Ce scandale est l'une des grandes hontes du journalisme allemand[réf. nécessaire].

## Actionnariat
Le magazine appartient au groupe de presse Bertelsmann[réf. nécessaire].